# Paulin Kouabénan N'Gnamé
Paulin Kouabénan N'Gnamé (ur. 12 maja 1962 w Mérékou, zm. 21 marca 2008 w Méagui) – iworyjski duchowny katolicki, biskup San Pedro-en-Côte d’Ivoire w latach 2007-2008.

## Życiorys
Święcenia kapłańskie przyjął 6 sierpnia 1989 i został inkardynowany do diecezji Bondoukou. Po czteroletnim stażu wikariuszowskim w parafii katedralnej został skierowany do Rzymu na studia doktoranckie z prawa kanonicznego. W 1997 powrócił do kraju i został wikariuszem w jednej z parafii w Bondokou, zaś rok później objął stanowisko wykładowcy seminarium w Anyama. W 2001 wybrany wikariuszem generalnym diecezji.
1 marca 2007 papież Benedykt XVI mianował go biskupem San Pedro-en-Côte d’Ivoire. Sakry biskupiej udzielił mu 12 maja 2007 jego poprzednik i ówczesny arcybiskup Gagnoa, abp Barthélémy Djabla.
Zmarł w Méagui 21 marca 2008 i został pochowany w katedrze w San Pédro 3 kwietnia 2008.